# Comuna Svirșkivți, Cemerivți
Svirșkivți (în ucraineană Свіршківці) este o comună în raionul Cemerivți, regiunea Hmelnîțkîi, Ucraina, formată din satele Demkivți, Svirșkivți (reședința) și Zalissea.

## Demografie
Componența lingvistică a comunei Svirșkivți
     Ucraineană (99,1%)
     Alte limbi (0,9%)
Conform recensământului din 2001, majoritatea populației comunei Svirșkivți era vorbitoare de ucraineană (99,1%), existând în minoritate și vorbitori de alte limbi.